# La Chambre
La Chambre település Franciaországban, Savoie megyében. Lakosainak száma 1191 fő (2022. január 1.). La Chambre Les Chavannes-en-Maurienne, Notre-Dame-du-Cruet, Saint-Avre, Saint-Étienne-de-Cuines, Saint-Martin-sur-la-Chambre és Saint-Rémy-de-Maurienne községekkel határos.

## Népesség
A település népességének változása:
| Lakosok száma | 1133 | 1148 | 1178 | 1164 | 1157 | 1151 | 1164 | 1178 | 1191 |
|               | 2013 | 2015 | 2016 | 2017 | 2018 | 2019 | 2020 | 2021 | 2022 |